# MLB All-Star Game 1971
MLB All-Star Game 1971 – 42. Mecz Gwiazd ligi MLB, który odbył się 13 lipca 1971 roku na stadionie Tiger Stadium w Detroit. Mecz zakończył się zwycięstwem American League All-Stars 6–4. Spotkanie obejrzało 53 559 widzów. Było to pierwsze zwycięstwo zespołu American League od drugiego meczu w 1962 roku.
Najbardziej wartościowym zawodnikiem został wybrany Frank Robinson z Baltimore Orioles, który w drugiej połowie trzeciej zmiany zdobył dwupunktowego home runa.

## Wyjściowe składy
| National League | National League | National League | National League | American League | American League  | American League | American League |
| #               | Zawodnik        | Klub            | Pozycja         | #               | Zawodnik         | Klub            | Pozycja         |
| --------------- | --------------- | --------------- | --------------- | --------------- | ---------------- | --------------- | --------------- |
| 1               | Willie Mays     | Giants          | CF              | 1               | Rod Carew        | Twins           | 2B              |
| 2               | Hank Aaron      | Braves          | RF              | 2               | Bobby Murcer     | Yankees         | CF              |
| 3               | Joe Torre       | Cardinals       | 3B              | 3               | Carl Yastrzemski | Red Sox         | LF              |
| 4               | Willie Stargell | Pirates         | LF              | 4               | Frank Robinson   | Orioles         | RF              |
| 5               | Willie McCovey  | Giants          | 1B              | 5               | Norm Cash        | Tigers          | 1B              |
| 6               | Johnny Bench    | Reds            | C               | 6               | Brooks Robinson  | Orioles         | 3B              |
| 7               | Glenn Beckert   | Cubs            | 2B              | 7               | Bill Freehan     | Tigers          | C               |
| 8               | Bud Harrelson   | Mets            | SS              | 8               | Luis Aparicio    | Red Sox         | SS              |
| 9               | Dock Ellis      | Pirates         | P               | 9               | Vida Blue        | Athletics       | P               |

| National League | 0 | 2 | 1 | 0 | 0 | 0 | 0 | 1 | 0 | 4 | 5 | 0 |
| American League | 0 | 0 | 4 | 0 | 0 | 2 | 0 | 0 | X | 6 | 7 | 0 |
| WP: Vida Blue (1–0) LP: Dock Ellis (0–1) SV: Mickey Lolich (1) Home runy: AL: Frank Robinson (1), Reggie Jackson (1), Harmon Killebrew (1) NL: Johnny Bench (1), Hank Aaron (1), Roberto Clemente (1) |   |   |   |   |   |   |   |   |   |   |   |   |

## Składy
| Miotacze - Vida Blue (1) - Mike Cuellar (3) - Mickey Lolich (2) - Sam McDowell (6) - Andy Messersmith (1) - Jim Palmer (2) - Marty Pattin (1) - Jim Perry (3) - Sonny Siebert (2) - Wilbur Wood (1) Łapacze - Dave Duncan (1) - Ray Fosse (2) - Bill Freehan (8) - Thurman Munson (1) |  | Wewnątrzpolowi - Luis Aparicio (12) - Leo Cárdenas (5) - Rod Carew (5) - Norm Cash (4) - Harmon Killebrew (13) - Bill Melton (1) - Boog Powell (4) - Brooks Robinson (15) - Cookie Rojas (2) Zapolowi - Don Buford (1) - Frank Howard (4) - Reggie Jackson (2) - Al Kaline (17) - Bobby Murcer (1) - Tony Oliva (13) - Amos Otis (2) - Frank Robinson (13) - Carl Yastrzemski (8) |  | Menadżer - Earl Weaver Trenerzy - Billy Hunter - Billy Martin |

| Miotacze - Steve Carlton (3) - Clay Carroll (1) - Larry Dierker (2) - Dock Ellis (1) - Fergie Jenkins (2) - Juan Marichal (10) - Tom Seaver (5) - Don Wilson (1) - Rick Wise (1) Łapacze - Johnny Bench (4) - Manny Sanguillén (1) - Randy Hundley (1) |  | Wewnątrzpolowi - Glenn Beckert (3) - Nate Colbert (1) - Bud Harrelson (2) - Don Kessinger (4) - Lee May (2) - Willie McCovey (6) - Félix Millán (3) - Ron Santo (7) - Joe Torre (7) Zapolowi - Hank Aaron (21) - Bobby Bonds (1) - Lou Brock (2) - Roberto Clemente (14) - Willie Davis (1) - Willie Mays (22) - Pete Rose (6) - Willie Stargell (4) - Rusty Staub (5) |  | Menadżer - Sparky Anderson Trenerzy - Walter Alston - Preston Gómez - Danny Murtaugh |

- W nawiasie podano liczbę powołań do All-Star Game.